# 고음악
고음악 또는 초기 음악은 일반적으로 중세 음악(500~1400)과 르네상스 음악(1400~1600)으로 구성되지만 바로크 음악(1600~1750)도 포함될 수 있다. 유럽에서 시작된 고음악은 서양 클래식 음악의 시작을 알리는 폭넓은 음악 시대이다.

## 용어
"고음악"의 역사적 범위에 대한 해석은 다양하다. 1726년에 설립된 최초의 고음악 아카데미는 고음악을 16세기 말 이전에 살았던 작곡가들이 쓴 작품으로 정의했다. 요하네스 브람스와 그의 동시대인들은 초기 음악을 전성기 르네상스와 바로크 시대의 음악으로 이해했을 것이다. 반면 일부 학자들은 고음악에는 서기 500년(일반적으로 고대 음악이라는 용어로 포함되는 기간) 이전의 고대 그리스나 로마의 음악이 포함되어야 한다고 생각한다. 음악 평론가 마이클 케네디는 바로크를 제외하고 고음악을 "초기부터 르네상스 시대의 음악까지의 음악 작곡"으로 정의한다.
음악학자인 토마스 포레스트 켈리(Thomas Forrest Kelly)는 고음악의 본질은 "잊혀진" 음악 레퍼토리의 부활이며 이 용어는 오래된 연주 관행의 재발견과 얽혀 있다고 생각한다. 영국 국립고음악센터에 따르면 "고음악"이라는 용어는 레퍼토리(중세, 르네상스, 바로크를 포함하여 1250년에서 1750년 사이에 작곡된 유럽 음악)와 해당 음악 연주에 대한 역사적 정보를 바탕으로 한 접근 방식을 모두 의미한다.
오늘날 "고음악"에 대한 이해에는 "지금까지 남아 있는 악보, 논문, 악기 및 기타 현대적 증거를 바탕으로 역사적으로 적절한 연주 스타일을 재구성해야 하는 모든 음악"이 포함된다.

## 같이 보기
- 서양의 고대 음악
- 음악의 역사
- 바로크 음악 작곡가 목록